# Many Happy Returns
"Many Happy Returns" é um mini-episódio da série de televisão britânica: Sherlock. O episódio está disponível através do BBC iPlayer e no canal da  BBC no YouTube, e age como um prelúdio para a terceira temporada.

## Enredo
"Uma série de crimes aparentemente desconexos que se estende desde o Tibete para a Índia até Alemanha. Sherlock Holmes se foi há dois anos. Mas alguém não está plenamente convencido de que ele está morto..."
Philip Anderson foi obcecado com Sherlock desde a sua morte, e tenta convencer Greg Lestrade, outro detetive, dizendo-lhe sobre determinados acontecimentos que aconteceram no Tibete, Índia, Alemanha, e outros locais. No entanto, Lestrade estava convencido de que Sherlock estava morto, e diz a Anderson que ele deveria parar de investigar. Lestrade foi visitar John , que se mudou da Baker Street desde a morte de Sherlock. Ele deu John alguns dos itens antigos de Sherlock, incluindo uma mensagem de vídeo para o aniversário de John. Na mensagem, Sherlock afirma que ele vai ver John muito em breve e diz-lhe para ter um bom aniversário sem ele como ele é "ocupado".